# Accelerated Solvent Extraction
ASE (eng.: Accelerated Solvent Extraction, übersetzt: Beschleunigte Lösemittelextraktion) ist ein Extraktionsverfahren für Inhaltsstoffe fester und halbfester Proben.
Die Arbeitsbedingungen unter Druck und bei erhöhten Temperaturen führen zu einer starken Beschleunigung der Reaktionskinetik, zur schnelleren Desorption  der Analyte von der Matrix, sowie zu einem beschleunigten Verlauf des Lösungsprozesses insgesamt. 
Als Lösungsmittel können zum einen organische Lösungsmittel wie Aceton, Pentan oder Ethylacetat, zum anderen auch wässrige Flüssigkeiten (zum Beispiel Pufferlösungen) verwendet werden. Je nach Apparatur können bis zu vier Lösungsmittel kombiniert oder abwechselnd für eine Extraktion verwendet werden.

## Prinzip
Die Extraktionszelle wird mit der zu untersuchenden festen Probe befüllt und in einen regelbaren Ofen platziert. Nach Hinzufügen des Lösungsmittels, wird die Zelle bei konstantem Druck (einstellbar zwischen 0,3 und 20 MPa) maximal bis zu einer Temperatur von 200 °C aufgeheizt und eine Zeit lang auf konstanten Bedingungen gehalten, damit sich das Gleichgewicht einstellen kann. Das Extrakt wird dann in ein Probenglas überführt. Häufig durchläuft eine Probe mehrere Extraktionszyklen. Abschließend wird die Extraktionszelle mit Lösungsmittel gespült, das Spülventil geöffnet und die Zelle, sowie alle Leitungen mit Stickstoff gespült und die Apparatur für weitere Extraktionen vorbereitet.

## Anwendung
Das Verfahren findet Anwendung in der Umweltanalytik, zum Beispiel bei Boden- oder Sedimentuntersuchungen.

## Belege
- Manfred H. Gey: Instrumentelle Analytik und Bioanalytik. 2. Auflage, Springer Verlag, Berlin 2008. ISBN 978-3-540-73803-9. doi:10.1007/978-3-540-73804-6_3